# Băneasa București
Băneasa București este o companie de morărit și panificație din România. Compania a fost privatizată în 1996.
Acționarul majoritar este Overseas Distribution, cu 83,43% din titluri.
Firma are o rețea proprie de magazine, produsele fiind distribuite de Overseas Group.